# Elis Ligtlee
Elis Ligtlee (Deventer, 28 giugno 1994) è un'ex pistard olandese, campionessa olimpica nel keirin ai Giochi di Rio de Janeiro 2016 e tre volte campionessa europea Elite.

## Palmarès
- 2012

Campionati olandesi, Keirin
- 2013

Campionati europei Jr & U23, 500 metri a cronometro Under-23
Campionati europei Jr & U23, Velocità a squadre Under-23 (con Shanne Braspennincx)
Campionati europei, Keirin
Glasgow Revolution, Velocità
Campionati olandesi, Velocità
Campionati olandesi, 500 metri a cronometro
- 2014

Festival of Speed, Velocità
Campionati europei Jr & U23, Keirin Under-23
Open Roubaix Lille Métropole, Keirin
Campionati olandesi, Velocità
Campionati olandesi, Keirin
Campionati olandesi, 500 metri a cronometro
- 2015

3ª prova Coppa del mondo 2014-2015, Velocità (Cali)
US Sprint Grand Prix, Velocità
Festival of Speed, Velocità
Campionati europei, Velocità
Campionati europei, Keirin
- 2016

Öschelbronn Grand Prix, Velocità
Oberhausen Grand Prix, Keirin
Dudenhofen Grand Prix, Velocità
Campionati europei Jr & U23, Keirin Under-23
Campionati europei Jr & U23, Velocità Under-23
Campionati europei Jr & U23, 500 metri a cronometro Under-23
Campionati europei Jr & U23, Velocità a squadre Under-23 (con Kyra Lamberink)
Giochi olimpici, Keirin
- 2017

Troféu Literio Augusto Marques, 500 metri a cronometro

## Piazzamenti

### Competizioni mondiali
- Campionati del mondo

Cali 2014 - Velocità a squadre: 11ª
Cali 2014 - 500 metri: 5ª
Cali 2014 - Velocità: 15ª
Cali 2014 - Keirin: 13ª
St-Quentin-en-Yv. 2015 - Velocità a squadre: 5ª
St-Quentin-en-Yv. 2015 - 500 metri: 4ª
St-Quentin-en-Yv. 2015 - Velocità: 2ª
St-Quentin-en-Yv. 2015 - Keirin: 21ª
Londra 2016 - Velocità a squadre: 6ª
Londra 2016 - 500 metri: 3ª
Londra 2016 - Velocità: 13ª
Londra 2016 - Keirin: 11ª
Apeldoorn 2018 - 500 metri: 3ª
- Giochi olimpici

Rio de Janeiro 2016 - Velocità: 4ª
Rio de Janeiro 2016 - Keirin: vincitrice
Rio de Janeiro 2016 - Velocità a squadre: 5ª